# Naomi Foner Gyllenhaal
Naomi Foner Gyllenhaal (née Achs; Nova Iorque, 15 de março de 1946) é uma roteirista, cineasta estadunidense. Ela é ex-esposa de Stephen Gyllenhaal e mãe dos atores Maggie e Jake Gyllenhaal.